# تشارلز دريك (ممثل)
تشارلز دريك (بالإنجليزية: Charles Drake)‏ مواليد 02 أكتوبر 1917 في نيويورك - الوفاة 10 سبتمبر 1994 في إيست لايم، الولايات المتحدة، هو ممثل أمريكي بدأ مسيرته الفنية سنة 1939. امتدت مسيرته الفنية لأكثر من 37 عاما.

## الأعمال
- هارفي
- قصة جلين ميلر
- السباح

## روابط خارجية
- تشارلز دريك على موقع IMDb (الإنجليزية)
- تشارلز دريك على موقع الموسوعة البريطانية (الإنجليزية)
- تشارلز دريك على موقع ألو سيني (الفرنسية)
- تشارلز دريك على موقع أول موفي (الإنجليزية)
- تشارلز دريك على موقع قاعدة بيانات برودواي على الإنترنت (الإنجليزية)
- تشارلز دريك على موقع قاعدة بيانات الأفلام السويدية (السويدية)
- تشارلز دريك على موقع قاعدة بيانات الفيلم (الإنجليزية)
- تشارلز دريك على موقع كينوبويسك (الروسية)